# Raising Fear
Raising Fear è il terzo album in studio del gruppo musicale statunitense Armored Saint, pubblicato nel 1987.

## Tracce
1. Raising Fear – 3:50
2. Saturday Night Special (Lynyrd Skynyrd cover) – 4:23
3. Out on a Limb – 3:33
4. Isolation – 5:54
5. Chemical Euphoria – 4:44
6. Crisis of Life – 4:04
7. Frozen Will/Legacy – 6:00
8. Human Vulture – 5:26
9. Book of Blood – 4:41
10. Terror – 4:44
11. Underdogs – 4:19

## Formazione
- John Bush -  voce
- David Prichard -  chitarra
- Joey Vera -  basso
- Gonzo Sandoval - batteria